# Kingston University
Kingston University (informellt Kingston) är ett universitet beläget i Kingston upon Thames, sydvästra London, Storbritannien. Det grundades ursprungligen 1899 som Kingston Technical Institute, en teknisk högskola och blev universitet 1992. 
Universitetsområden är belägna i Kingstons centrum, på Kingston Hill samt Roehampton. Det är ett brett utbud av utbildningar, både på kandidat- och magisternivå uppdelat på sju fakulteter. 

## Historia
Kingston Technical Institute öppnade 1899.
En konstskola i Kingston grundades runt 1890-talet. På 1970-talet sammanfogades de två instituten till Kingston Polytechnic, som erhöll universitetsstatus vid Further and Higher Education Act 1992.

## Universitetsområden

### Penrhyn Road

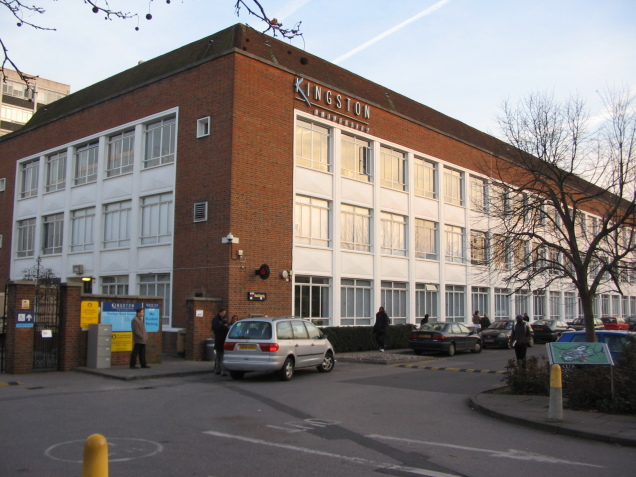
Main building, Penrhyn Road campus

Penrhyn Road är huvudområdet på Kingston University. Det är beläget nära stadskärnan. Utöver tekniska faciliteter finns här ett bibliotek, ett gym samt ett lunchrum. Studenter som är placerade här studerar konst och samhällsvetenskap, till civilingenjör, data- och informationssystem, matematik, geovetenskap och geografi, statistik, biovetenskap, farmaci, kemi och radiografi. Mitt emot denna byggnad är Reg Bailey Teater belägen. Den huserar en scen som används av drama- och dansstudenter. John Galsworthy är en ny byggnad på universitetsområdet som möjliggjort extra lektionssalar samt kontor. 
På området finns även Kingston Universitets studentkår (KUSU) som är beläget dörr i dörr med studentbaren, The Space Bar. En kort promenad ifrån Penryhn Road ligger Cooper House där studenter får information och råd samt kan sköta betalningen av sin terminsavgift och andra avgifter. 
En gratis busslinje finns för studenter Kingston University som går mellan de olika universitetsområdena. 

### Kingston Hill

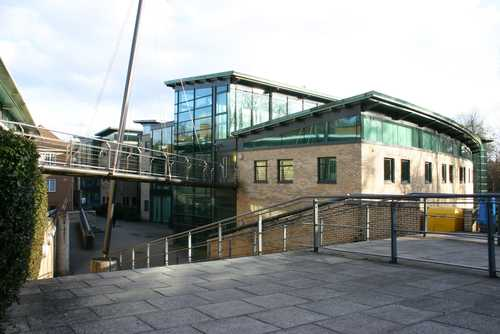
Kingston Hill campus, Kingston University

Det här universitetsområdet genomgick en stor renovation 1997. Här läser sjuksköterskor, och studenter som läser juridik, företagsekonomi, musik, hälsa och humaniora. 

### Knights Park

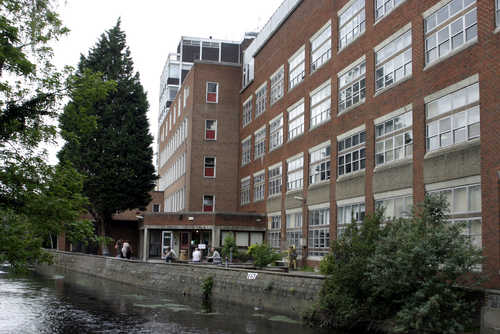
Knights Park campus

Det här universitetsområdet ligger i närheten av Penrhyn Road och huserar konstvetenskap, design och arkitekturstudenter. Här finns även en studentbar, ett café och ett konstbibliotek. 

### Roehampton Vale

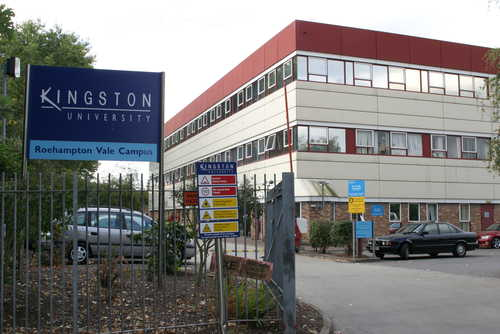
Roehampton Vale campus

Roehampton Vale ligger i utkanten av Kingstons stadskärna. Alla studenter som studerar teknik är samlade här. 

## Framstående personer

### Framstående anställda

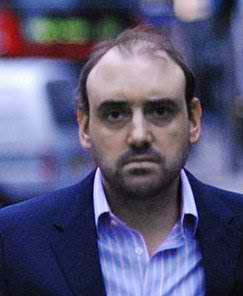
Henry Bond

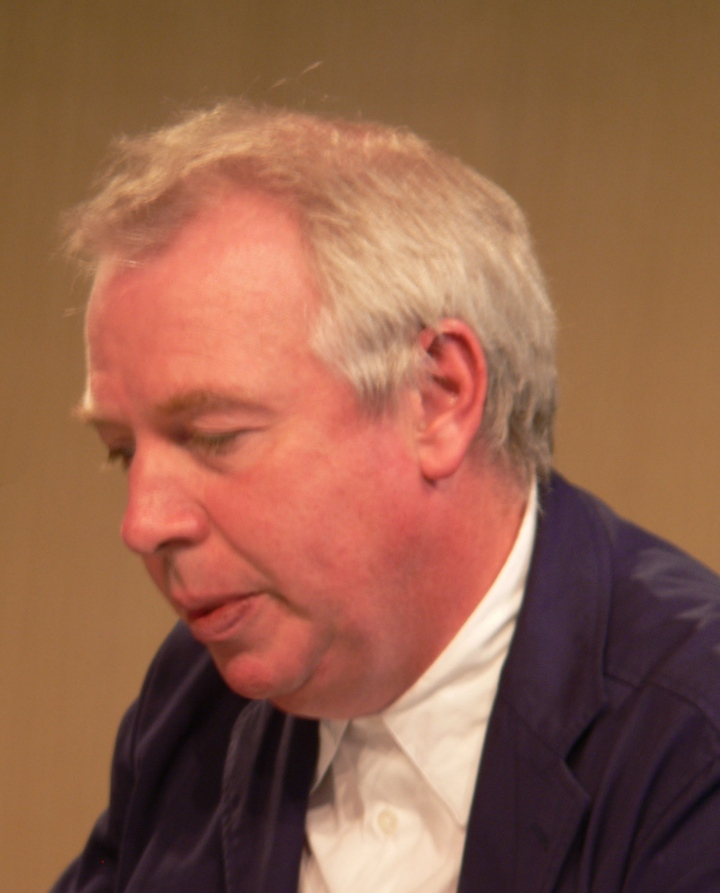
David Chipperfield

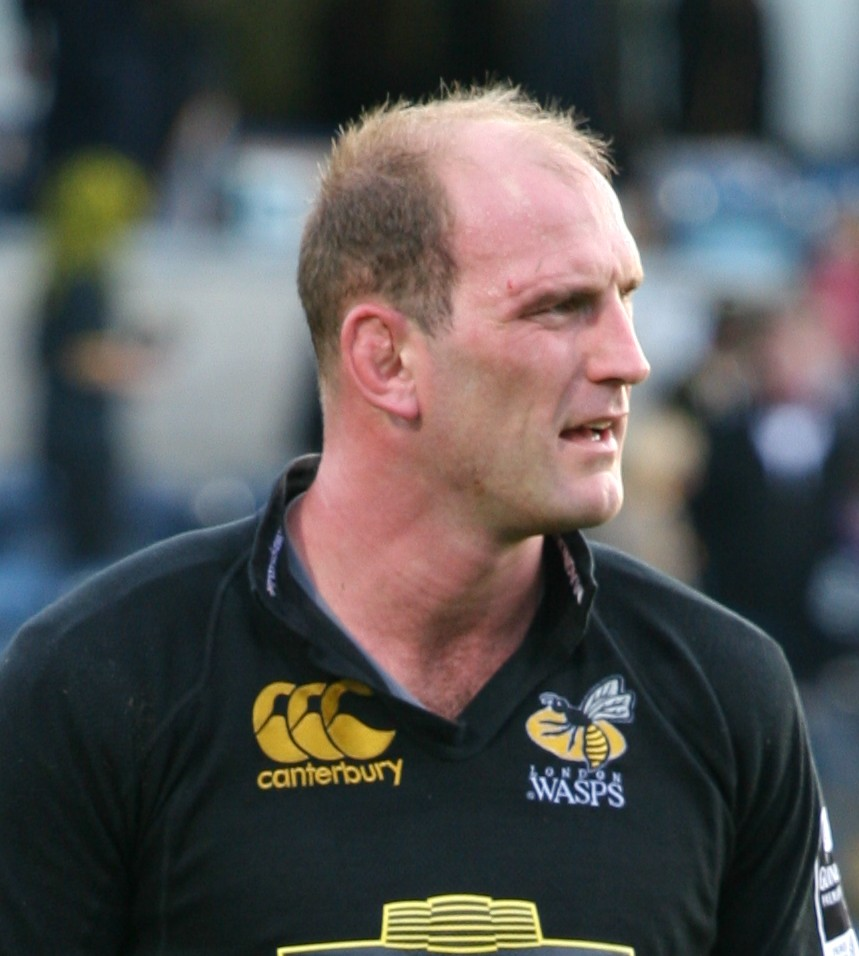
Lawrence Dallaglio

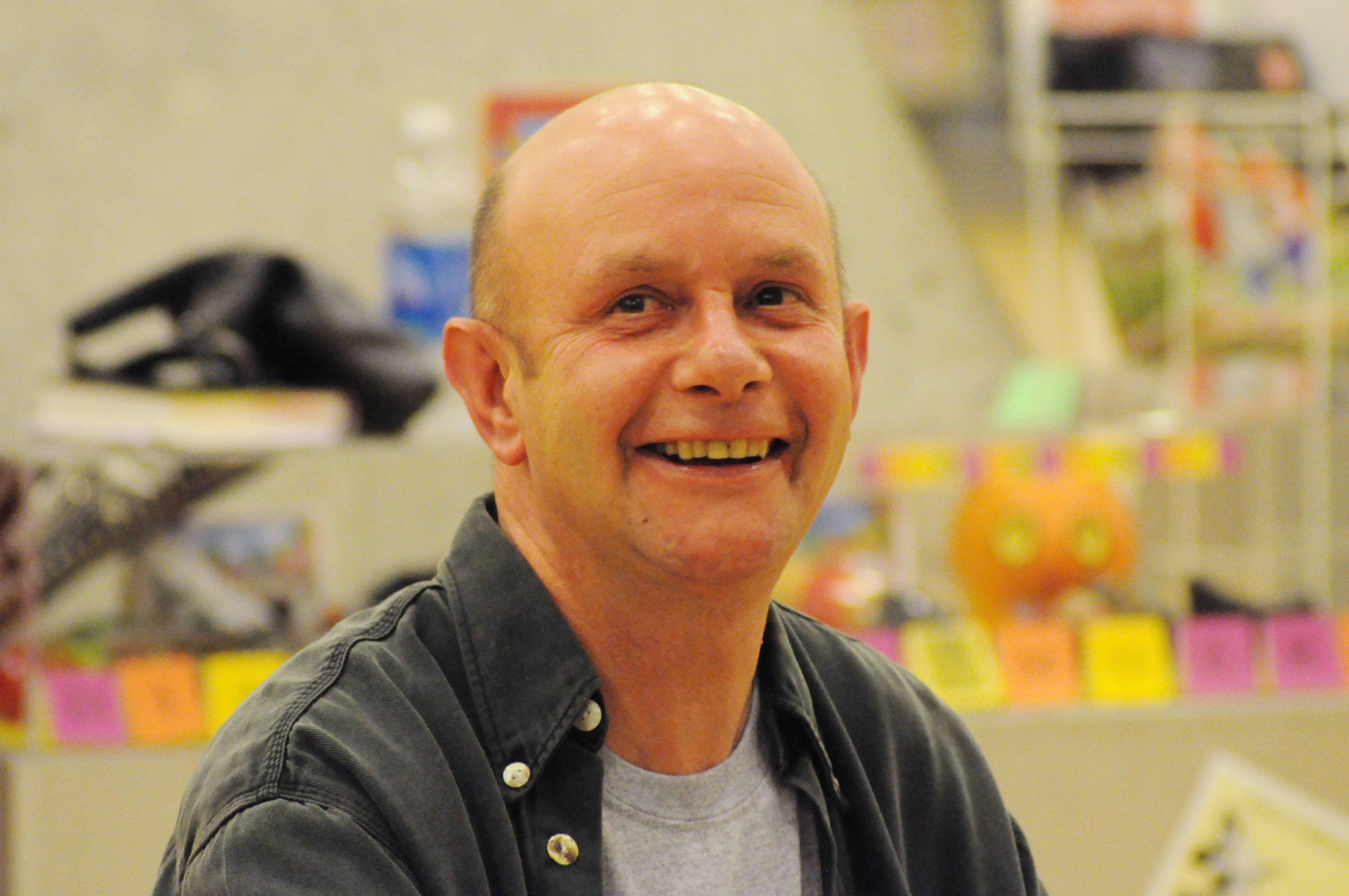
Nick Hornby

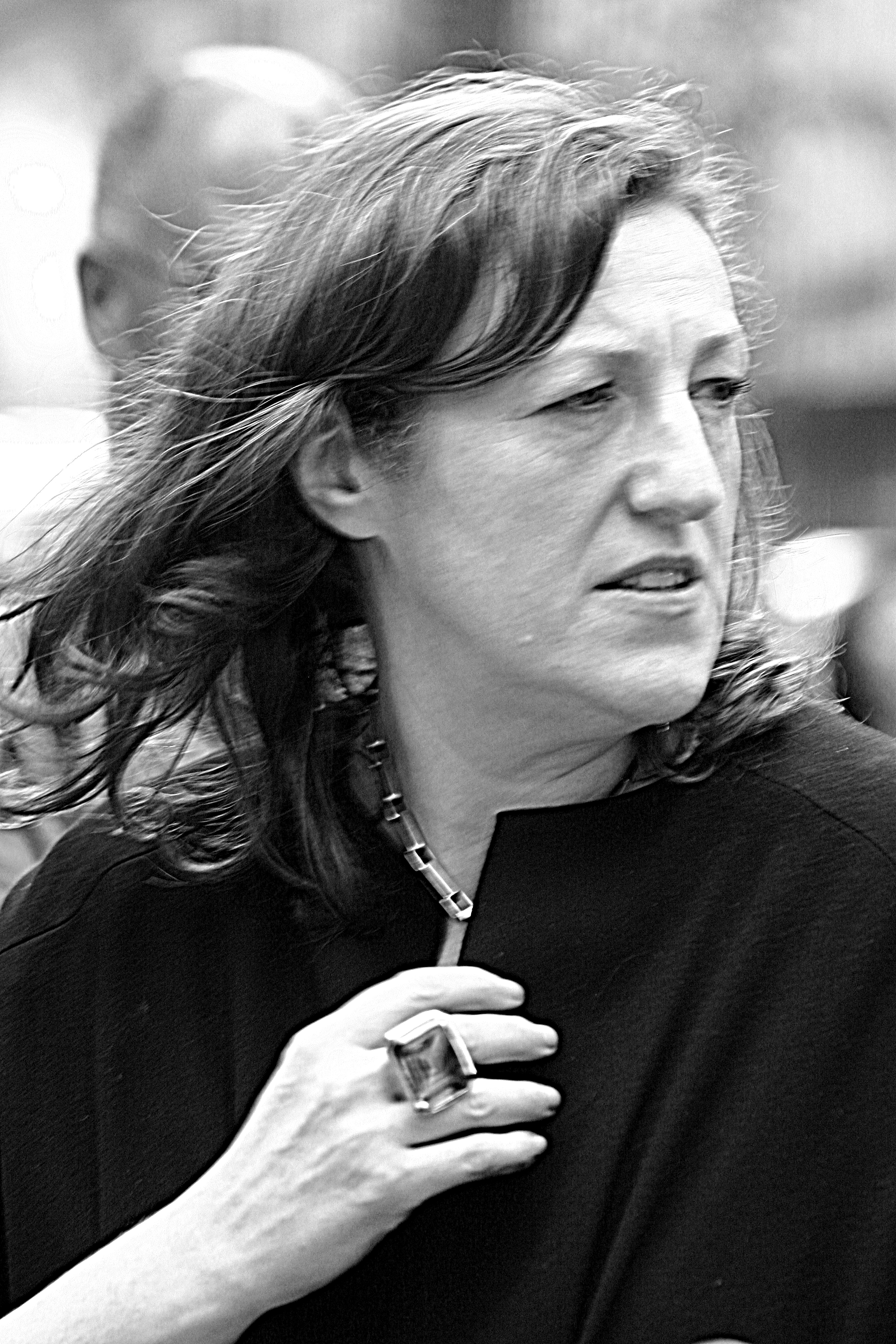
Glenda Bailey

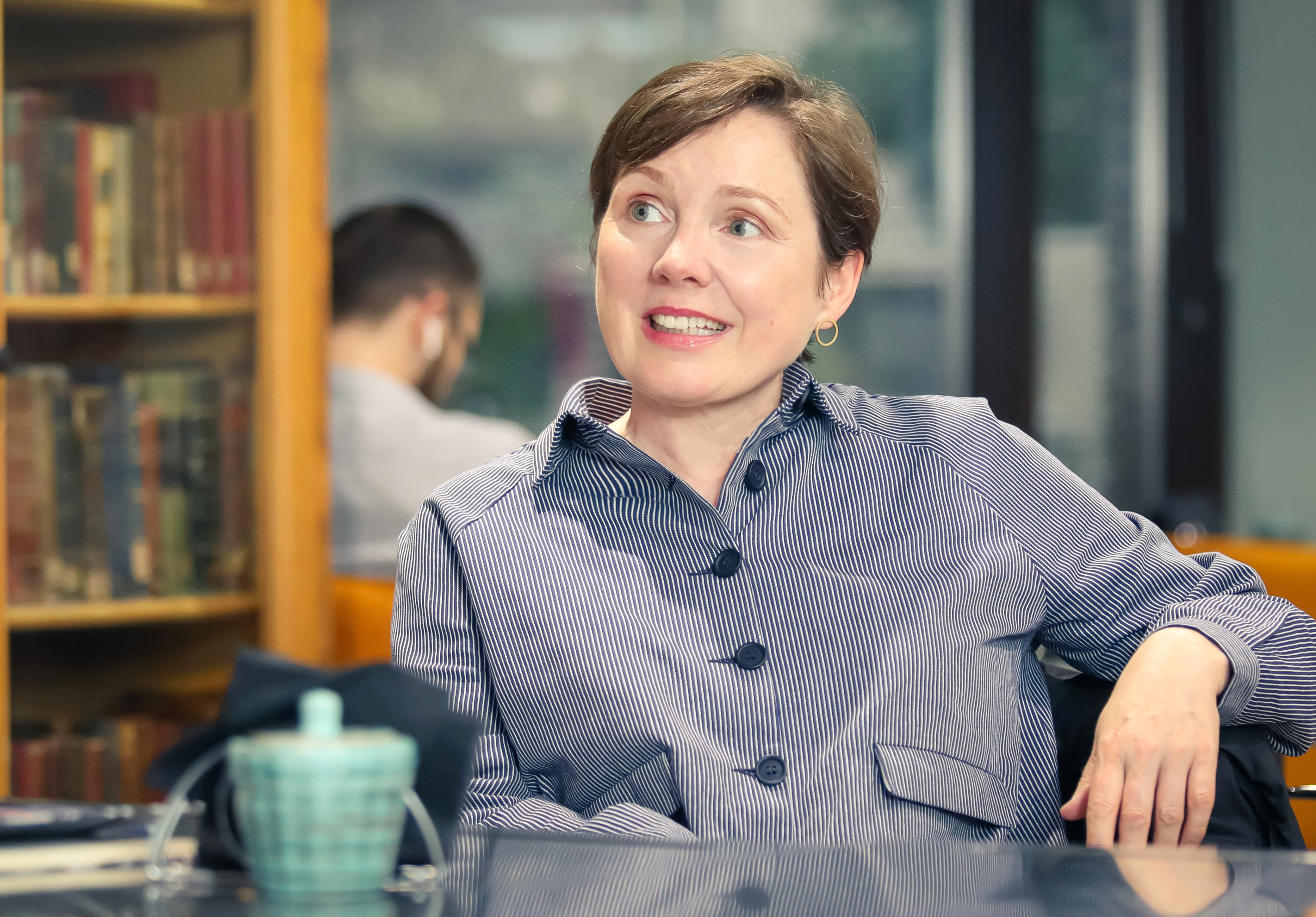
Lavinia Greenlaw

- Henry Bond, Senior universitetslektor i fotografi
- Scott Bradfield, Universitetslektor i litteratur
- Brian Brivati, Besökande professor
- Will Brooker, Överhuvud för film- och televisionsdepartementet
- Brycchan Carey, Docent i engelsk litteratur
- Peter J. Conradi, Professor Emeritus
- Alex Ellery, Senior universitetslektor i astronautik och rymdsystem
- Philippa Gregory, Fellow
- Todd Swift, Universitetslektor i kreativt skrivande
- Robert Istepanian, Professor i datakommunikation
- Catherine McDermott, Professor i design
- Jane Manning, Besökande Professor
- Peter Osborne, Professor i filosofi
- Paul Andrew Williams, Universitetslektor i filmstudier.[2]

### Framstående alumni
- Aphex Twin, musikern Richard David James (tog ej examen)
- Richard Archer, musiker, sångare samt låtskrivare, Hard-Fi
- Glenda Bailey, journalist, chefredaktör, Harper's Bazaar
- Fiona Banner, artist, nominerad för Turner Prize
- Felipe Oliveira Baptista, modedesigner
- Ben Barnes, skådespelare
- David Chipperfield, arkitekt
- John Bratby, artist
- Sam Chan, skådespelare
- Eason Chan, sångare
- Eric Clapton, musiker[3] (tog ej examen)
- Lawrence Dallaglio, rugbyspelare
- Gail Emms, badmintonspelare
- Trevor Eve, skådespelare[3] (tog ej examen)
- Anya Gallaccio, artist[4]
- Lavinia Greenlaw, poet och romanförfattare
- Karen Hall, illustratör
- Jim Holdaway, illustratör
- Stewart Home, artist och romanförfattare
- Nick Hornby, romanförfattare[3]
- Laura Harling, skådespelare
- Charles Ingram, brittisk romanförfattare, blev känd genom att fuska i Who Wants to Be a Millionaire?
- James Irvine, produktdesigner
- Just Jack, musiker
- Graeme Le Saux, fotbollsspelare
- Ed McKeever, Världsmästare i kajak samt guldmedaljör i OS
- Jasper Morrison, produktdesigner
- Laura Noble, konstskribent och gallerist
- Keith Relf, ledsångare The Yardbirds[5]
- India Reynolds, glamourmodell (tog ej examen)
- John Richmond, modedesigner
- Fletcher Sibthorp, artist
- Francis Yeoh, affärsman, VD för YTL Corporation